# The Booksellers
The Booksellers és un documental estatunidenc del 2019 dirigit, editat i produït per D.W. Young. També va ser produït executivament per Parker Posey, que realitza la narració a la pel·lícula.
La pel·lícula explora el món dels comerciants de llibres antics i rars i les seves llibreries. Se centra principalment en els llibreters de la ciutat de Nova York, incloent Adina Cohen, Naomi Hample i Judith Lowry, les tres germanes de la botiga de llibres Argosy; Stephen Massey, fundador de Christie’s NY Book Department; i Nancy Bass Wyden, propietària de la llibreria Strand. Altres personatges destacats de la pel·lícula són Fran Lebowitz, Gay Talese, Justin Croft, Zack Hample, Susan Orlean, William S. Reese, A. S. W. Rosenbach, Jay S. Walker i Kevin Young.
El documental es va estrenar al Festival de cinema de Nova York del 2019 i va tenir una estrena limitada al març del 2020, que va coincidir amb la fira internacional del llibre d’antiquaris de Nova York. A causa de la pandèmia COVID-19, la pel·lícula es va estrenar amb vídeo a la carta com a part de la iniciativa de cinema virtual de Greenwich Entertainment el 17 d'abril de 2020.